# Petr Hruška (fotbalista)
Petr Hruška (* 5. července 1968) je bývalý český fotbalista, záložník.

## Fotbalová kariéra
V české lize hrál za FC Petra Drnovice, SK Dynamo České Budějovice, FK Teplice a FK Jablonec. V československé a české lize nastoupil ve 177 utkáních a dal 14 gólů. Ve druhé lize nastoupil za České Budějovice v 17 utkáních a dal 1 gól.

## Ligová bilance
| Ročník                                   | Zápasy | Góly | Klub                       |
| ---------------------------------------- | ------ | ---- | -------------------------- |
| 1. československá fotbalová liga 1991/92 | 23     | -    | SK Dynamo České Budějovice |
| 1. československá fotbalová liga 1992/93 | 24     | -    | SK Dynamo České Budějovice |
| 1. česká fotbalová liga 1993/94          | 23     | 6    | FC Petra Drnovice          |
| 1. česká fotbalová liga 1994/95          | 28     | 1    | FC Petra Drnovice          |
| 1. česká fotbalová liga 1995/96          | 18     | 1    | FC Petra Drnovice          |
| 1. česká fotbalová liga 1996/97          | 28     | 3    | SK Dynamo České Budějovice |
| Gambrinus liga 1997/98                   | 18     | 0    | SK Dynamo České Budějovice |
| Gambrinus liga 1998/99                   | 9      | 0    | FK Teplice                 |
| Gambrinus liga 1999/00                   | 6      | 0    | FK Jablonec                |
| CELKEM                                   | 177    | 14   |                            |